# Rifat Teqja
Rifat Teqja (ur. 2 września 1928 w Peqinie, zm. 4 sierpnia 2013 w Tiranie) – albański muzyk i dyrygent.

## Życiorys
Po ukończeniu szkoły w rodzinnej miejscowości kształcił się w liceum artystycznym „Jordan Misja” w Tiranie, które ukończył w 1951 r. W tym okresie kierował szkolnym zespołem muzycznym, z którym występował publicznie. Po ukończeniu szkoły podjął pracę w zakładach petrochemicznych w Kuçovej. Tam też założył zespół muzyczny i prowadził lekcje muzyki dla dzieci w miejscowej szkole. W 1952 r. rozpoczął studia w moskiewskim konserwatorium im. Piotra Czajkowskiego. Początkowo studiował teorię muzyki, ale rok później przeniósł się do klasy dyrygentury symfoniczno-operowej. W 1955 po raz pierwszy wystąpił publicznie jako dyrygent, prowadząc orkiestrę symfoniczną z Jałty. W 1957 występował z orkiestrą symfoniczną z Mińska, wykonującą V symfonię Fryderyka Chopina.
Dyplom uzyskał w roku 1958, w tym samym roku wrócił do Albanii, gdzie został dyrygentem Teatru Opery i Baletu. Jego dyrygenckim debiutem na tej scenie była premiera opery Rycerskość wieśniacza Pietro Mascagniego. Był inicjatorem i współtwórcą serii koncertów symfonicznych, prezentowanych przez Radio Tirana, które przybliżały albańskim słuchaczom dzieła Mozarta, Beethovena i Bacha.
Od chwili powstania konserwatorium w Tiranie w 1962 Teqja rozpoczął pracę pedagogiczną, kierując katedrą dyrygentury. Od 1966 funkcję tę pełnił w nowo powstałej Akademii Sztuk. Był także etatowym dyrygentem albańskich festiwali piosenki. W kilku albańskich filmach fabularnych dyrygował orkiestrą, która wykonywała podkład muzyczny.
W 1979 został uhonorowany tytułem Artysty Ludu (alb. Artist i Popullit). W 1995 otrzymał tytuł profesora.
W życiu prywatnym był żonaty, miał dwoje dzieci. Zmarł w sierpniu 2013 w swoim domu w Tiranie, pochowany na cmentarzu Sharrë.

## Muzyka filmowa
- 1961: Debatik
- 1966: Komisari i drites
- 1972: Kapedani
- 1974: Shtigje lufte
- 1982: Nëntori i dytë